# Томмі Кассіді
Томмі Кассіді (англ. Tommy Cassidy; 18 листопада 1950, Белфаст — 1 серпня 2024) — північноірландський футболіст, що грав на позиції півзахисника. По завершенні ігрової кар'єри — тренер.
Виступав, зокрема, за клуб «Ньюкасл Юнайтед», а також національну збірну Північної Ірландії, з якою був учасником чемпіонату світу.

## Клубна кар'єра
У дорослому футболі дебютував 1968 року виступами за команду «Гленторан» з рідного міста Белфаст, в якій провів три сезони і 1970 року виграв чемпіонат Північної Ірландії.
Своєю грою за цю команду привернув увагу представників тренерського штабу клубу «Ньюкасл Юнайтед», до складу якого приєднався в листопаді 1970 року. Відіграв за команду з Ньюкасла наступні десять сезонів своєї ігрової кар'єри. У Першому дивізіоні Англії він дебютував 7 листопада 1970 року в поєдинку з «Саутгемптоном» (0:2). У 1974 році він дійшов до фіналу Кубка Англії, але «Ньюкасл» програв «Ліверпулю» з рахунком 0:3. У 1976 році він дійшов із клубом до фіналу Кубка англійської ліги, але і цього разу команда з Ньюкасла програла, на цей раз «Манчестер Сіті» з рахунком 1:2. Кассіді вилетів з «сороками» у Другий дивізіон у 1978 році і ще два роки провів там з командою.
Протягом 1980—1983 років захищав кольори клубу «Бернлі» і у сезоні 1981/82 виграв Третій дивізіон. Всього Томмі за кар'єру провів 252 гри в англійській Футбольній лізі, забивши 26 голів, в тому числі 131 матч і 15 голів у Першому дивізіоні. Він також зіграв один матч у Кубку європейських чемпіонів, три матчі в Кубку УЄФА та два у Кубку кубків.
1983 року Кассіді перейшов у кіпрський АПОЕЛ, з яким 1984 року виграв Кубок та Суперкубок Кіпру і наступного року завершив ігрову кар'єру.

## Виступи за збірну
1971 року дебютував в офіційних іграх у складі національної збірної Північної Ірландії в матчі Домашнього чемпіонату Великої Британії проти Англії (0:1).
У складі збірної був учасником чемпіонату світу 1982 року в Іспанії, на якому зіграв у одному матчі проти господарів турніру, який північноірландці сенсаційно виграли 1:0 та вийшли до другого раунду. Цей матч став останнім для Кассіді у збірній. Загалом протягом кар'єри у національній команді, яка тривала 12 років, провів у її формі 24 матчі, забивши 1 гол.

## Кар'єра тренера
По завершенні кар'єри гравця 1985 року залишився у АПОЕЛі, очоливши тренерський штаб клубу АПОЕЛ. З командою британець виграв чемпіонат та Суперкубок Кіпру 1986 року.
1993 року став головним тренером англійського нижчолігового «Гейтсгеда», після чого очолював північноірландські команди «Гленторан» та «Ардс», вигравши з першою з них Кубок Північної Ірландії у 1996 році.
У листопаді 1999 року Кассіді очолив тренерський штаб ірландського клубу «Слайго Роверс», але посів з командою передостаннє 11 місце у Прем'єр-дивізіоні і вилетів до другого ірландського дивізіону. Після того як Томмі не вдалося повернути команду до еліти за підсумками наступного сезону 2000/01 (4 місце), він був звільнений.
Згодом Кассіді тренував нижчолігові англійські клуби «Воркінгтон», «Ньюкасл Блю Стар» та «Вітбі Таун», а останнім місцем тренерської роботи став клуб «Блайт Спартанс», головним тренером команди якого Томмі Кассіді був з 2011 по 2012 рік.

## Титули і досягнення
| - Чемпіон Північної Ірландії (1): «Гленторан»: 1969/70 - Володар Кубка Кіпру (1): АПОЕЛ: 1983/84 - Володар Суперкубка Кіпру (1): АПОЕЛ: 1984 |  | - Чемпіон Кіпру (1): АПОЕЛ: 1985/86 - Володар Кубка Північної Ірландії (1): «Гленторан»: 1995/96 - Володар Суперкубка Кіпру (1): АПОЕЛ: 1986 |